# Конисбай (Казталовський район)
Конисба́й (каз. Қонысбай) — село у складі Казталовського району Західноказахстанської області Казахстану. Входить до складу Караобинського сільського округу.
У радянські часи село називалось Кониспай.
Населення — 51 особа (2021; 109 у 2009, 177 у 1999, 206 у 1989).